# Eurytoma longipennis
Eurytoma longipennis är en stekelart som beskrevs av Walker 1832. Eurytoma longipennis ingår i släktet Eurytoma och familjen kragglanssteklar.
Artens utbredningsområde är:
- Frankrike.
- Nederländerna.

Inga underarter finns listade i Catalogue of Life.